# Родники (Артемовський міський округ)
Родники́ (рос. Родники) — присілок у складі Артемовського міського округу Свердловської області.
Населення — 35 осіб (2010, 30 у 2002).
Національний склад населення станом на 2002 рік: росіяни — 93 %.